# Bridgewater (contea di Beaver, Pennsylvania)
Bridgewater  è un comune (borough) degli Stati Uniti d'America, nella contea di Beaver nello Stato della Pennsylvania. Secondo il censimento del 2010 la popolazione è di 704 abitanti.

## Società

### Evoluzione demografica
La composizione etnica vede una prevalenza della razza bianca (92,8%) seguita da quella afroamericana (5,3%), dati del 2010.
| borough di Bridgewater Popolazione |     |
| 2000                               | 739 |
| 2010                               | 704 |